# Sint-Machariuskerk (Papegem)

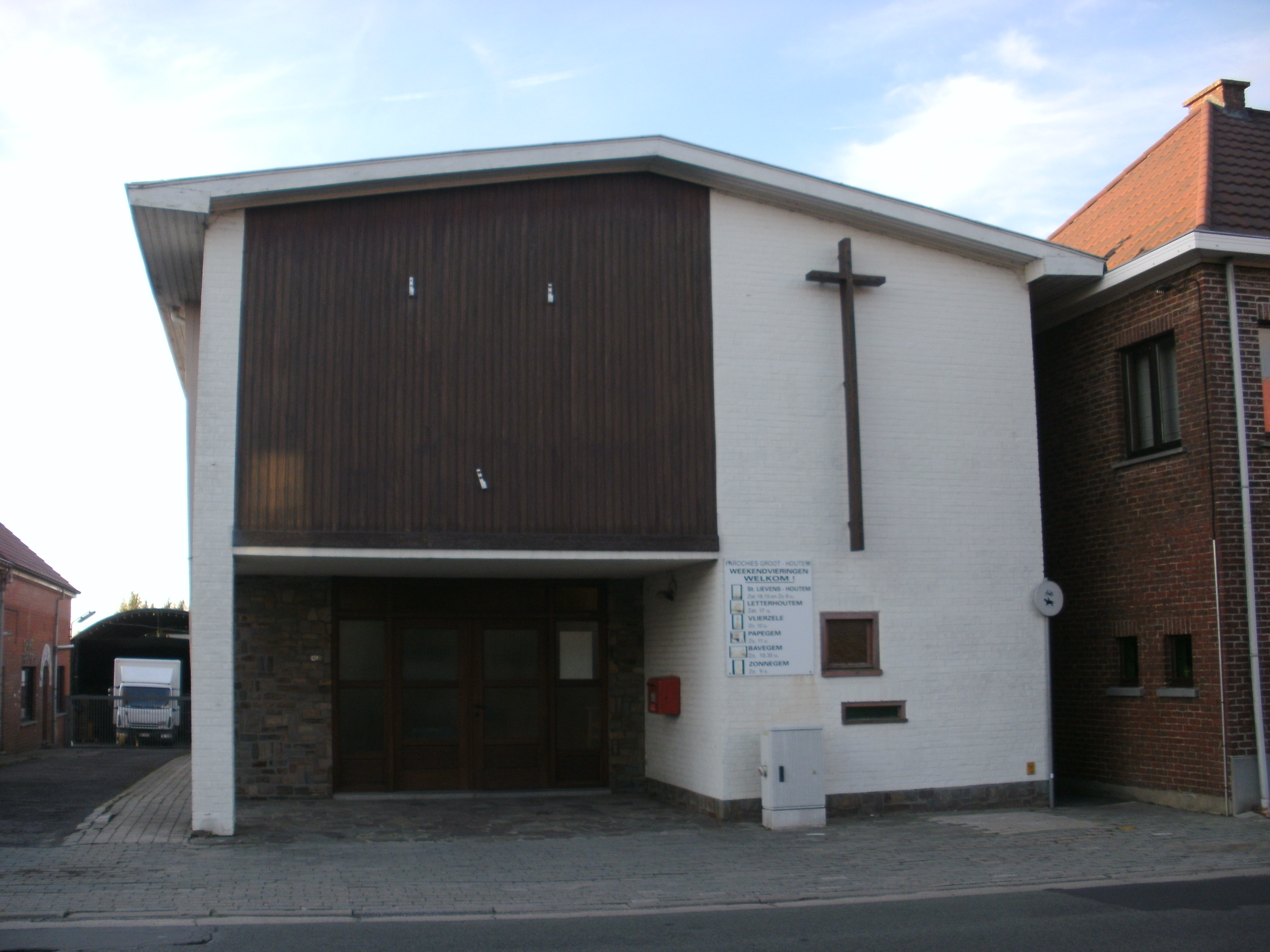
Sint-Machariuskerk

De Sint-Machariuskerk is een rooms-katholiek kerkgebouw in de tot de Oost-Vlaamse gemeente Lede behorende plaats Papegem, gelegen aan de Papegemstraat 41.

## Geschiedenis
In 1888 werd Papegem door een tyfusepidemie getroffen. In 1889 beloofde de bisschop van Gent een relikwie van Sint-Macharius aan de bewoners te schenken. Dezen bouwden in 1890 een kapel op grond van het Hof te Papegem welke in 1891 werd ingezegend. Hier rustte de relikwie.
Voordat een echte kerk werd gebouwd was er al een kapel die als zodanig werd gebruikt. Dit was de Papeghemcapelle. In 1540 werd deze voor het eerst afgebeeld. Omstreeks 1625 werd deze kapel gesloopt. De bouwmaterialen werden gebruikt voor de bouw van de sacristie te Smetlede.
De huidige kerk betreft een eenvoudige zaalkerk die fungeert als filiaalkerk van de parochie Vlierzele. De kerk heeft een plat dak, maar geen toren. Slechts aan een kruis, bevestigd naast het ingangsportaal, ziet men dat het een kerkgebouw betreft. De kerk werd gebouwd in 1958 en ingewijd in 1959.